# Stanisław Bielecki (dziennikarz)

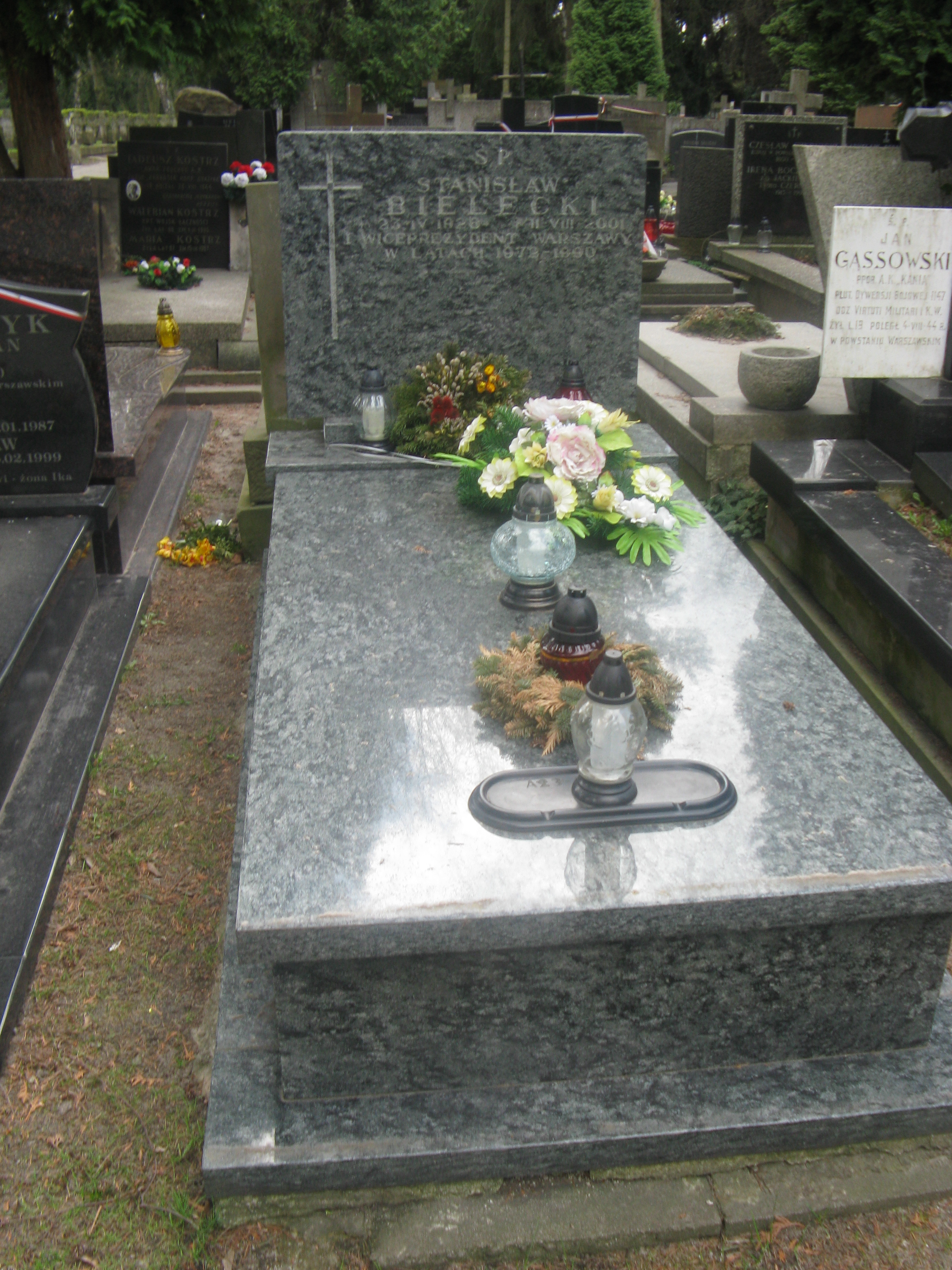
Grób Stanisława Bieleckiego na Cmentarzu Wojskowym na Powązkach w Warszawie

Stanisław Bielecki (ur. 23 kwietnia 1928, zm. 11 sierpnia 2001 w Warszawie) – polski dziennikarz i działacz państwowy, I wiceprezydent miasta stołecznego Warszawy (1972–1990). 

## Życiorys
Absolwent Wydziału Dziennikarstwa Uniwersytetu Warszawskiego w 1955, był dziennikarzem „Polityki”, zastępcą redaktora naczelnego „Współczesności” i „Expressu Wieczornego”. Pełnił funkcję kierownika Wydziału Nauki i Oświaty Komitetu Wojewódzkiego PZPR. W latach 1972–1990 pełnił funkcję I wiceprezydenta m.st. Warszawy. Był także I sekretarzem Międzynarodowego Stowarzyszenia Miast Męczeńskich, Miast Pokoju.
Został odznaczony Krzyżem Komandorskim Orderu Odrodzenia Polski oraz wieloma odznaczeniami za zasługi dla Warszawy oraz innych miast i województw. 17 lipca 1987 otrzymał honorowe obywatelstwo miasta Piastowa. 
Zmarł 11 sierpnia 2001 w Warszawie, pochowany został na Cmentarzu Wojskowym na Powązkach w Warszawie (kwatera 23A-1-25).